# Прокопчук, Кирилл Александрович
Кири́лл Алекса́ндрович Прокопчу́к (укр. Кирило Олександрович Прокопчук; род. 14 февраля 1998, Днепропетровск) — украинский футболист, защитник клуба «Буковина».

## Биография

### Ранние годы
Воспитанник молодежной академии «Днепра». Начиная с сезона 2011/12 годов защищал цвета «днепрян» в ДЮФЛ, где провел 67 матчей (11 голов). В составе «Днепра» становился бронзовым призером чемпионата Украины U-17 в сезоне 2014/15.
В преддверии старта сезона 2015/16 годов присоединился к «Александрии». В следующем сезоне помог «горожанам» выиграть серебряные медали чемпионата Украины U-19.

### Клубная карьера
Дебютировал за первую команду александрийского клуба 10 августа 2019 в победном (2:1) домашнем поединке 3-го тура Премьер-лиги против донецкого «Олимпика». Кирилл вышел на поле на 76-й минуте, заменив Кирилла Ковальца, а 25 сентября того же года в победном (1:0) выездном матче 1/16 финала против ФК «Диназ» впервые сыграл в кубке Украины.
В летнее межсезонье 2020 подписал контракт с перволиговым клубом «Полесье» (Житомир), где стал одним из ключевых защитников команды в сезоне 2020/21. Перед стартом сезона 2021/22 заключил трудовые отношения с клубом «Краматорск», а уже в сентябре следующего года стал игроком «Буковины». 9 октября 2022 Кирилл провел 50-й официальный матч в первой лиге Украины.
В июле 2023 года подписал контракт с клубом-дебютантом первой украинской лиги «Нива» (Бузовая), однако уже в январе следующего года перешел в состав премьер-лигового клуба «Минай». В зимнее межсезонье 2024/25 вернулся в Черновцы, подписав снова контракт с футбольным клубом «Буковина».

## Достижения
- Полуфиналист Кубка Украины: 2024/25

## Статистика
| Украина             | Матчи | Количество забитых мячей |
| ------------------- | ----- | ------------------------ |
| Премьер-лига        | 10    | 0                        |
| УПЛ (Плей-офф)      | 2     | 0                        |
| Кубок               | 9     | 2                        |
| Первая лига         | 95    | 4                        |
| Всего               | 116   | 6                        |
| Премьер-лига (U-21) | 77    | 5                        |
| Премьер-лига (U-19) | 37    | 5                        |
| Всего               | 114   | 10                       |
| Всего за карьеру    | 230   | 16                       |